# Isenay
Isenay – miejscowość i gmina we Francji, w regionie Burgundia-Franche-Comté, w departamencie Nièvre.
Według danych na rok 1990 gminę zamieszkiwało 108 osób, a gęstość zaludnienia wynosiła 5 osób/km² (wśród 2044 gmin Burgundii Isenay plasuje się na 802. miejscu pod względem liczby ludności, natomiast pod względem powierzchni na miejscu 389.).